# Мейпл-Гроув (округ Шавано, Вісконсин)
Мейпл-Гроув (англ. Maple Grove) — місто (англ. town) в США, в окрузі Шавано штату Вісконсин. Населення — 939 осіб (2020).

## Демографія
Згідно з переписом 2010 року, у місті мешкали 972 особи в 369 домогосподарствах у складі 276 родин. Було 383 помешкання
Расовий склад населення:
| - 99,1 % — білих - 0,7 % — азіатів - 0,2 % — корінних американців |

До двох чи більше рас належало 0,0 %. Частка іспаномовних становила 0,3 % від усіх жителів.
За віковим діапазоном населення розподілялося таким чином: 24,3 % — особи молодші 18 років, 61,5 % — особи у віці 18—64 років, 14,2 % — особи у віці 65 років та старші. Медіана віку мешканця становила 42,1 року. На 100 осіб жіночої статі у місті припадало 108,1 чоловіків;  на 100 жінок у віці від 18 років та старших — 107,3 чоловіків також старших 18 років.
Середній дохід на одне домашнє господарство  становив 70 610 доларів США (медіана — 62 308), а середній дохід на одну сім'ю — 81 569 доларів (медіана — 73 942). Медіана доходів становила 42 813 долари для чоловіків та 35 588 доларів для жінок. За межею бідності перебувало 6,1 % осіб, у тому числі 3,6 % дітей у віці до 18 років та 3,7 % осіб у віці 65 років та старших.
Цивільне працевлаштоване населення становило 554 особи. Основні галузі зайнятості: виробництво — 25,8 %, сільське господарство, лісництво, риболовля — 22,7 %, освіта, охорона здоров'я та соціальна допомога — 13,7 %, роздрібна торгівля — 9,4 %.